# Студва (река)
Студва (хорв. Studva, серб. Студва) — река в восточной Хорватии и в Воеводине.
Длина — 37 км, площадь бассейна — 355 км². Истоки реки расположены в болотах западного Срема в Хорватии, русло реки до впадения в реку Босут протекает также по болотистой местности Хорватии и Воеводины. Течение реки медленное.
На протяжении 18 км река является пограничной между Хорватией и Сербией. Близ реки расположены несколько деревень, а также руины города Звезданграда.